# Giuseppe Venegoni
Giuseppe Venegoni (fl. XX secolo) è stato un dirigente sportivo e arbitro di calcio italiano.

## Biografia
Fu un dirigente del F.C. Legnano fin dalla sua fondazione nel 1913, ottenendo la carica di consigliere alla nomina del primo direttivo, e quella di componente della commissione tecnica in tutte le stagioni dal 1913-1914 al 1918-1919.

## Arbitro
Iniziò ad arbitrare, sempre come tesserato del Legnano, nel 1915, dirigendo soltanto gare di Seconda e Terza Categoria indette oppure autorizzate dal Comitato Regionale Lombardo.
Arbitrò durante tutti i quattro anni del conflitto mondiale.
Alla ripresa dei campionati fu inserito nell'elenco degli arbitri a disposizione del Comitato Regionale Lombardo.
Quando il Legnano decise nel 1921 di secessionare dalla F.I.G.C., Venegoni seguì il Legnano andando ad arbitrare gare della Lega Nord della C.C.I., Lega Nord che lo inserì fra gli arbitri federali abilitati a dirigere le finali.
Arbitrò a Vercelli il ritorno della finalissima per l'assegnazione dello scudetto C.C.I. della stagione 1921-1922 Pro Vercelli-Fortitudo (5-2) del 18 giugno 1922.
Arbitrò a Roma il ritorno della finalissima per l'assegnazione dello scudetto della stagione 1922-1923 Lazio-Genoa (0-2) del 22 luglio 1923.
Smise di arbitrare all'inizio della stagione 1924-1925 dando le proprie dimissioni all'Associazione Italiana Arbitri, dopo lo scandalo che lo vide coinvolto per corruzione ed illecito sportivo fra Virtus Bologna e Mantova per la partita di qualificazione al campionato di Prima Divisione 1924-1925.